# Carroll McComas
Carroll McComas (27 de junio de 1886 – 9 de noviembre de 1962) fue una actriz de teatro, cine, y televisión estadounidense.

## Biografía
Nacida en Albuquerque, Territorio de Nuevo México, McComas fue hija del juez Charles Carroll McComas y su esposa, Ellen Moore. Uno de sus ancestros fue Charles Carroll de Carrollton.

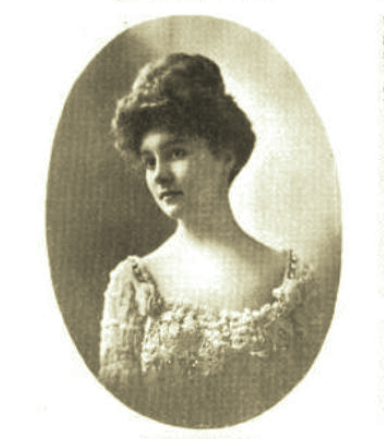
McComas en una publicación de 1907.

En 1907, McComas debutó en el escenario. Durante un fin de semana, actuó silbando en el Orpheum Theatrede Los Ángeles, pero volvió a la escuela después de la primera función matinal del lunes. Se convirtió en bailarina, cantante y silbadora en el vodevil, siendo el silbido su especialidad. Actuó como silbadora en Londres y en una gira por Sudáfrica.
A continuación, interpretó más de dos docenas de papeles en Broadway. En 1918, interpretó a May Barber en el musical Oh, Lady! Lady!! de Jerome Kern, Guy Bolton y P. G. Wodehouse. Sus mayores triunfos personales en el escenario fueron como protagonista en Miss Lulu Bett, de Zona Gale, en la temporada 1920–21, y como Roxane en Cyrano de Bergerac en la temporada 1923–24. Su último papel en Broadway fue en 1950 como Catherine Petkoff en Arms and the Man.
Debutó en el cine mudo en 1916 con When Love Is King, una película que aún se conserva. Su segunda y última película muda fue Jack Straw, de 1920, que también se conserva. Otras películas en las que apareció fueron The Miracle Worker. También apareció en televisión.
En 1922, McComas se casó con el dibujante Walter Enright; se divorciaron en 1928.
McComas interrumpió su carrera como actriz tras casarse con Selskar M. Gunn, vicepresidente de la Fundación Rockefeller, en 1933. Gunn murió en 1944 y McComas volvió a los escenarios en 1950 y al cine en 1953 para interpretar un papel secundario en Jamaica Run, donde apareció como la madre de Wendell Corey y Arlene Dahl.
El 9 de noviembre de 1962, McComas murió en su casa de la ciudad de Nueva York, a los 76 años.

## Teatro
- You Can't Win (1926)[8]

## Filmografía parcial
- When Love Is King (1916)
- Jack Straw (1920)
- Jamaica Run (1953)
- Chicago Syndicate (1955)